# Brisamar
Brisamar är en ort i Mexiko.   Den ligger i kommunen Lázaro Cárdenas och delstaten Michoacán de Ocampo, i den södra delen av landet, 400 km väster om huvudstaden Mexico City. Brisamar ligger 34 meter över havet och antalet invånare är 103.
Terrängen runt Brisamar är platt åt sydost, men åt nordväst är den kuperad.  Närmaste större samhälle är Lázaro Cárdenas, 9,8 km sydost om Brisamar. Omgivningarna runt Brisamar är en mosaik av jordbruksmark och naturlig växtlighet.